# Sand in My Shoes
Singles de Dido
Don't Leave Home Look No Further
Pistes de Life For Rent
Who Makes You Feel? Do You Have a Little Time?
Sand in My Shoes est le quatrième et dernier extrait de l'album Life for Rent de Dido.

## Clip
La vidéo illustrant la chanson a été tournée à Los Angeles en août 2004 sous la direction d'Alex DeRackoff.

## Titres
1. Sand in My Shoes - album version (Dido Armstrong, Rick Nowels)
2. Sand in My Shoes - dab hands baleria injection mix
3. Sand in My Shoes - beginerz vocal mix
4. Sand in My Shoes - Rollo & Mark Bates remix